# Rage Against the Machine (DVD)
Rage Against the Machine – pierwsze wideo-DVD, alternative metalowej grupy Rage Against the Machine wydane 25 listopada 1997 po trasie koncertowej promującej album Evil Empire. Wideo zawiera materiały filmowe z różnych występów oraz teledyski do niektórych klipów.

## Lista utworów
Koncerty na żywo:
1. „The Ghost of Tom Joad”
2. „Vietnow”
3. „People of the Sun”
4. „Bulls on Parade”
5. „Bullet in the Head”
6. „Zapata’s Blood” (klip skrócony)
7. „Know Your Enemy”
8. „Bombtrack”
9. „Tire Me”
10. „Killing in the Name”
11. „Freedom”

Wideoklipy niecenzurowane:
- „Killing in the Name”
- „Bullet in the Head”
- „Freedom”
- „Bulls on Parade”
- „Memory of the Dead/Land and Liberty” (recytacja poetycka)
- „People of the Sun”

- Utwór w napisach końcowych – „Down Rodeo”